# Saint-Marin au Concours Eurovision de la chanson 2008
Le Saint-Marin a participé au Concours Eurovision de la chanson 2008 à Belgrade en Serbie. C'est la première participation du Saint-Marin au Concours Eurovision de la chanson.

Le pays est représenté par Miodio et la chanson Complice, sélectionné en interne par le diffuseur SMRTV.
Saint-Marin a annoncé fin novembre 2007 sa participation au Concours Eurovision de la chanson 2008. Cette participation pose la question d'un retour prochain de l'Italie au concours, celle-ci étant réclamée depuis de nombreuses années par les fans.
La Televisione della Republica di San Marino (dont la RAI fait partie à 50 % du capital), est chargée de réunir des interprètes potentiels, dont la liste sera connue du grand public dès fin décembre 2007.
C'est également ce diffuseur, chaîne officielle de la petite république, qui présentera les différents chanteurs sélectionnés, en vue d'en choisir un seul qui gagnera son ticket pour Belgrade.
Le 11 mars 2008, SMRTV annonce le choix de la chanson "Complice" ("Complices" en français), par le groupe Miodio.
Cette première participation n'a pas permis au groupe d'accéder à la finale du samedi 24 mai 2008, la chanson n'a pas réussi à passer le cap de la 1re demi-finale du mardi 20 mai 2008 en terminant 19e avec 5 points.

## Refus de la participation de l'Italie et Retrait du Saint-Marin au Concours
En 2008, l'Italie aurait fait son retour dans la compétition, le groupe italien Sonohra aurait été choisie par la RAI avec la chanson L'Amore et le pays aurait été qualifiée automatiquement pour la finale du Samedi 24 mai 2008. Finalement, la RAI annonce que l'Italie ne participe donc pas et reste en retrait de la compétition. Le Saint-Marin, elle, en raison de la dernière place en 1re demi-finale, le pays est en retrait pour l'année suivante et pendant 2 ans. L'Italie et le Saint-Marin revinrent concourir en 2011, à Düsseldorf en Allemagne, respectivement avec Raphael Gualazzi avec la chanson Madness of Love et Senit avec la chanson Stand By.

## A l'Eurovision
En demi-finale, Miodio passera en 5ème position, après Geta Burlacu avec la chanson A Century of Love pour la Moldavie, et avant le groupe Ishtar avec la chanson O Julissi pour la Belgique.

## Carte postale
L'édition 2008, on retrouve l'écriture de Miodio, qui poste une lettre adressant a un ami. "Caro Pietro, Ti serivo questa cartolina, perché ho dimenticato il mio cellulare in albergo. E proprio ora vonei dirti quanto mi manehi... Ti penso, M" en Français : "Cher Pietro, Je vous envoie cette carte postale, car j'ai oublié mon téléphone portable à l'hôtel. Et maintenant je voulais te dire combien tu me gères... Je pense à toi, M" Lettre de Miodio, lors de l'édition 2008. Miodio demeure le seul représentant de l'histoire à l'Eurovision à offrir une diffusion de sa carte postale à un ami, son téléphone portable étant oublié à l'hôtel pendant les répétitions du Concours à Belgrade, en Serbie. Ce n'est pas la première fois qu'un artiste sans téléphone portable, la dernière étant avec la gagnante danoise, Emmelie de Forest, en 2013, où son téléphone portable fût confisqué le temps de recevoir son trophée, puis sa chanson victorieuse, Only Teardrops.